# Stygobromus russelli
Stygobromus russelli är en kräftdjursart som först beskrevs av John R. Holsinger 1967.  Stygobromus russelli ingår i släktet Stygobromus och familjen Crangonyctidae. Inga underarter finns listade i Catalogue of Life.